# Billbergia seidelii
Espèce
Classification phylogénétique
Billbergia seidelii est une espèce de plantes de la famille des Bromeliaceae, endémique de la forêt atlantique (mata atlântica en portugais) au Brésil.

## Distribution
L'espèce est endémique du Brésil et se rencontre dans les États côtiers du sud-est, de l'État d'Espírito Santo à l'État de Rio de Janeiro.

## Description
L'espèce est épiphyte.